# William North
William North (Bristol, 1755 – New York, 1836. január 3.) az Amerikai Egyesült Államok szenátora (New York, 1798).